# Henry Marcel
Henri Camille Marcel, né le 25 novembre 1854 à Paris où il est mort le 6 mars 1926, est un haut fonctionnaire français, administrateur général de la Bibliothèque nationale de 1905 à 1913.

## Biographie
Au sortir de ses études de droit, il est reçu par concours à l'auditorat au conseil d'État en 1878. En mai 1880, il est nommé sous-secrétaire d'État au ministère de l'Intérieur du gouvernement Freycinet. Il occupe divers postes de haut fonctionnaire, dans d'autres ministères et au Conseil d'État.
En février 1889, il épouse Laure Meyer (première fille du banquier Maurice Meyer) et dont il a un fils, le philosophe et dramaturge Gabriel Marcel. Après le décès prématuré de Laure, il épouse Berthe Meyer, la sœur de celle-ci.
En octobre 1903, il remplace Henry Roujon au poste de directeur des Beaux-Arts.
En 1905, il est nommé administrateur général de la Bibliothèque nationale, après le départ de Léopold Delisle.
En mai 1913, il prend la tête des Musées nationaux, et ce, jusqu'en 1919.

## Publication
- Henry Marcel, La peinture française au XIXe siècle, Paris, Alcide Picard & Kaan, 1905 (lire en ligne)
- Henry Marcel, Honoré Daumier, Paris, H. Laurens, 1907, 128 p., lire en ligne sur Gallica
- Henry Marcel, Henri Bouchot , Ernest  Babelon, Paul Marchal et Camille Couderc, La Bibliothèque Nationale, Paris, H. Laurens, 1907, 266 p. lire en ligne sur Gallica